# Fossieux
Fossieux – miejscowość i gmina we Francji, w regionie Grand Est, w departamencie Mozela.
Według danych na rok 1990 gminę zamieszkiwało 141 osób, a gęstość zaludnienia wynosiła 28 osób/km² (wśród 2335 gmin Lotaryngii Fossieux plasuje się na 904. miejscu pod względem liczby ludności, natomiast pod względem powierzchni na miejscu 1008.).